# Tessinosoma caelebs
Tessinosoma caelebs är en mångfotingart som beskrevs av Karl Wilhelm Verhoeff 1911. Tessinosoma caelebs ingår i släktet Tessinosoma och familjen Mastigophorophyllidae. Inga underarter finns listade i Catalogue of Life.